# Le Jardin d'Hyacinthe
Le Jardin d'Hyacinthe (Il giardino di Giacinta) è un romanzo scritto da Henri Bosco nel 1945. Mentre l'Europa usciva dalla guerra, Bosco pubblicava un'opera che avrebbe portato il lettore in una Provenza pagana, legata alle giornate scandite dal lavoro nei campi e alla semplicità.

## L'opera
È nelle campagne alle pendici del Massiccio del Luberon (propaggine delle Alpi dell'Alta Provenza) che la storia si svolge, o meglio, continua, poiché i personaggi qui presentati sono gli stessi di quella che viene definita la Trilogia di Hyacinthe formata da L'Âne Culotte, Hyacinthe e, appunto, Le Jardin d'Hyacinthe.
Nonostante non ci siano riferimenti precisi all'anno (o dovremmo forse dire agli anni) in cui la vicenda si svolge, il Tempo assurge a personaggio supplementare poiché grande importanza riveste nello scandire i rapporti che legano tra loro le persone. Non solo: anche lo Spazio infatti, fatto di Terra, Boschi e Giardini guadagna una propria anima, fattore che sottolinea ancora una volta come il romanzo sia calato in una perfetta armonia Uomo-Natura, panismo nel senso letterario di comunione con il paesaggio e nel senso etimologico di ritorno al "tutto". È così che persino nei nomi dei luoghi e delle persone il lettore troverà una liaison con la loro funzione - esemplare Agricol, il bracciante.
In questo Jardin, assimilabile al Giardino dell'Eden dove ogni essere (animato o meno) ha ricevuto il suo nome per la prima volta, Bosco descrive minuziosamente le case, i prati ma anche gli odori e i colori, per far nascere nel lettore l'idea che ogni singolo elemento che circonda i suoi personaggi sia dotato di un'anima.
Storia in bilico tra paganesimo e cristianesimo, dunque, fatta di un simbolismo antico, legato a tradizioni che scavalcano i confini della Provenza per giungere un po' dappertutto nell'Europa meridionale, dove le antiche credenze ancora oggi si mischiano spesso e volentieri alla tradizione cristiana.

## Trama
Frédéric Méjan, un piccolo proprietario terriero, vive al Liguset, una località nell'interno della Provenza, in compagnia dell'anziana domestica e antica nutrice Sidonie. Alle sue dipendenze lavorano il fattore Agricol e Arnaviel, l'ultimo di una lunga dinastia di pastori. Quest'ultimo vive al Liguset solo durante l'inverno, mentre il resto dell'anno conduce le greggi per i pascoli.
Alla fine di un autunno insolitamente mite e soleggiato quando si aspetta il suo ritorno da un momento all'altro e sull'Escal, l'altopiano che domina il Liguset, già si scorge il fumo del suo accampamento, si scatena una violenta tempesta. Si teme per la salvezza delle greggi e per l'incolumità dello stesso Arnaviel ma, nello stupore e nel sollievo generale, tre giorni dopo, questi arriva al Liguset sano e salvo in compagnia dei suoi animali. Come ha superato la tempesta? Arnaviel e le pecore hanno trovato riparo presso la dimora dei Guériton che si trova ai Borisols, una località isolata poco più a monte del paese delle Amélières situato a circa due miglia dal Liguset. Frédéric appena può si reca a ringraziare i Guériton. Conosce così questa coppia di anziani che vivono poveramente ma serenamente del poco che il terreno montuoso e roccioso dei Borisols produce. La loro vita in quel luogo è però appesa a un filo: il filo dell'acqua che sgorga da una fonte che, un tempo ricca, si è via via disseccata. 
Passa il tempo e le stagioni si avvicendano e giunto il giorno di Natale Frédéric pensa di andare nuovamente a far visita ai Guériton che sono probabilmente bloccati ai Borisols dalla neve. La giornata passa nel migliore dei modi ma quando è ormai notte, un gruppo di zingari accompagnato da uno strano asino che indossa un paio di pantaloni, porta alla casa una bambina, addormentata e malata: Félicienne.
La bambina, di cui non si sa nulla e che anche dopo esser guarita rimane muta e avulsa dalla realtà, rimarrà con i Guériton mentre Frédéric riprende la sua vita al Liguset. Dopo un po' di tempo però, gli arriva la notizia della morte del vecchio Guériton insieme a quella che la fonte dei Borisols si è ormai completamente disseccata. La vecchia Guériton deve abbandonare i Borisols per trovare ricovero da una parente in un paese più lontano e decide allora insieme al parroco delle Amélières, l'abate Vergélian, di affidare Félicienne a Frédéric.
La bambina è docile e non crea alcun problema ma proprio questa mancanza di vivacità, questa sua assenza, unite all'atteggiamento in qualche modo indecifrabile di Sidonie che pare essere eternamente in attesa di qualche evento o di qualche persona, diventano via via più inquietanti per Frédéric. Nulla accade, tuttavia, finché, durante una bella nottata di primavera, Frédéric, che si è addormentato su una panca in giardino ha una strana visione. Nel buio gli appare la bambina, di fronte alla quale si leva un grande serpente sorto dalle viscere della terra che pare minacciarla: a questo punto si ode un suono debole e flautato e Frédéric cade addormentato. Al risveglio troverà Félicienne pacificamente addormentata nel suo letto ma con i piedi feriti dai rovi. Pochi giorni dopo la bambina sparisce per un'intera giornata e, prima di essere ritrovata, viene vista in compagnia di un vecchio sconosciuto. Frédéric, preoccupato, informa dei fatti l'abate Vergélian che arriva al Liguset e propone di condurre per qualche tempo Félicienne dalla Guériton.
La vita al Liguset riprende tranquilla, il ritrovamento di un bastone con inciso un serpente che si protende verso una stella è l'unico evento degno di nota. 
Un giorno però, durante una passeggiata per i boschi vicini Frédéric trova per caso, mimetizzato dai cespugli, l'ingresso di un sentiero sconosciuto. Incuriosito, lo segue e si inoltra così in uno stretto vallone chiuso fra due pareti ripide, dove l'aria diventa via via sempre più calda e irrespirabile. Il sentiero porta a una depressione dalle pareti pressoché verticali in fondo alla quale si apre una grotta e dove si trova accampato un gruppo di zingari che paiono in grande soggezione di un vecchio addormentato. Frédéric, sorpreso dal buio, è costretto a dormire lungo il sentiero, nascosto dai cespugli; al mattino nulla resta dell'accampamento.
Non molto tempo dopo Félicienne torna al Liguset. È sempre assente e immemore del mondo che la circonda, ma cresciuta e animata come da una nuova vita animale. 
Un mattino all'alba Frédéric ode un fruscio provenire da un'altra stanza; immaginando che si tratti di lei si alza da letto e la insegue nella campagna. Arriva così in una radura dove gli si presenta uno spettacolo incantato: mentre il sole filtra dolcemente attraverso le foglie degli alberi, la bambina coglie fiori attorniata dagli animali del bosco. Quando Frédéric la raggiunge e la tocca Félicienne cade addormentata e si risveglia solo al crepuscolo. La sera seguente Frédéric ha la febbre e riceve la visita di Méjemirande, strano ma benevolo personaggio amico dell'abate Vergélian, che gli pronostica una malattia accompagnata da deliri. E questi in effetti si presentano: nel sogno si narra la storia di una coppia di bambini che, incuriositi da un vecchio che vive sui monti, un mago, si recano a trovarlo. Lo trovano al centro di una radura incantata come quella dove si trovava Félicienne, mentre si ode una voce mormorare il nome Hyacinthe. Al risveglio dal delirio Frédéric è guarito ma più di quindici giorni sono passati! Durante la convalescenza, passata presso l'abate Vergélian, Méjemirande fa una nuova visita e dice di aver scoperto il vero nome della bambina: Hyacinthe!
Tre anni dopo, al ritorno da un viaggio, Frédéric trova un quaderno portato da Méjemirande e che apparteneva a Cyprien, il vecchio mago visto nel delirio. Cyprien vi narra il suo tentativo fallito di appropriarsi della coscienza di Hyacinthe in modo da trasformare quest'ultima in una specie di creatura incantata. Hyacinthe ha però perso la coscienza senza acquisirne un'altra e si ritroverà infine quando udrà pronunciato il proprio nome.
L'enunciazione della trama non rende sicuramente conto dell'opera di Henri Bosco, che è fatta di silenzi, di atmosfere spesso sottilmente inquietanti, dello scorrere della stagioni nel mondo campestre e di segni minimi colti da una coscienza inquieta. Né il finale, che pure rassicura almeno parzialmente sui destini di Hyacinthe, scioglie tutti gli interrogativi che si sono accumulati nel corso della lettura. Di chi o cosa è in attesa Sidonie? Cosa significano il serpente e la stella? Chi è davvero Cyprien? Il mondo dei segni è più ampio di quanto si creda e Le Jardin d'Hyacinthe non facilmente riducibile a un solo percorso di lettura.